# White Slave convention
International Agreement for the suppression of the White Slave Traffic, även förkortad till White Slave convention är ett internationellt fördrag mot vit slavhandel (trafficking), framlagd i Paris 18 maj 1904. 
Den förklarade människohandel som ett brott och dess signaturländer förband sig att samarbeta internationellt mot den.
Den avsåg specifikt vita kvinnor och barn. Den ratificerades av 26 stater. 
Fördraget omförhandlades och en ny version framlades 4 maj 1910. Den ratificerades av 41 stater. 
1910 års version uppdaterades och en ny version framlades 4 maj 1949.